# Bucos
Bucos is een plaats (freguesia) in de Portugese gemeente Cabeceiras de Basto en telt 615 inwoners (2001).